# Vertigo wheeleri
Vertigo wheeleri är en snäckart som beskrevs av Henry Augustus Pilsbry 1928. Vertigo wheeleri ingår i släktet Vertigo och familjen puppsnäckor. Inga underarter finns listade i Catalogue of Life.